# Antoni Łomnicki
Antoni Marian Łomnicki, né le 17 janvier 1881 à Lwów et mort le 4 juillet 1941 dans la même ville, est un mathématicien polonais, cofondateur de l'École mathématique de Lwów.

## Biographie
Antoni Łomnicki a fait ses études à l'université de Lwów et à l'université de Göttingen. En 1920, il est devenu professeur à l'École polytechnique de Lwów. Stefan Banach a été son assistant. En 1938, il est devenu membre de la Société scientifique de Varsovie (Towarzystwo Naukowe Warszawskie).
Durant la Seconde Guerre mondiale, Antoni Łomnicki a été arrêté et assassiné par la Gestapo le 4 juillet 1941 à Lwów, lors du massacre des professeurs de Lwów.